# Nom dénominal
 (mai 2025).
Si vous disposez d'ouvrages ou d'articles de référence ou si vous connaissez des sites web de qualité traitant du thème abordé ici, merci de compléter l'article en donnant les références utiles à sa vérifiabilité et en les liant à la section « Notes et références ».
En grammaire, un  nom dénominal, ou nom dénominatif, est un nom dérivé d'un autre nom au moyen d'une opération morphologique telle que l'ajout d'un affixe. En français par exemple, poissonnier est tiré de poisson.

## Dérivations apparentées
- Nom déverbal
- Nom verbal
- Verbe dénominal
- Verbe déverbal